# Rio Mapuá
Rio Mapuá är ett vattendrag i Brasilien.   Det ligger i delstaten Pará, i den norra delen av landet, 1 700 km norr om huvudstaden Brasília. Rio Mapuá ligger på ön Ilha de Marajó.
I omgivningarna runt Rio Mapuá växer i huvudsak städsegrön lövskog. Runt Rio Mapuá är det mycket glesbefolkat, med 2 invånare per kvadratkilometer.